# King Peak, British Columbia
King Peak är en bergstopp i Kanada.   Den ligger i provinsen British Columbia, i den centrala delen av landet, 3 600 km väster om huvudstaden Ottawa. Toppen på King Peak är 2 848 meter över havet.
Terrängen runt King Peak är huvudsakligen bergig, men åt sydväst är den kuperad. Trakten runt King Peak är nära nog obefolkad, med mindre än två invånare per kvadratkilometer.. Det finns inga samhällen i närheten. 
Trakten runt King Peak består i huvudsak av gräsmarker.